# 東山公園 (岡山市)
岡山市東山公園（おかやましひがしやまこうえん）とは、岡山県岡山市中区にある公園である。

## 概要
岡山市の東部、門田操山の西麓にある公園で、天然の風光に恵まれた高台から岡山の市街地を眺めることができる。園内には桜が多く、花見シーズンには行楽客で賑わう場所であり、滑り台やブランコなどの遊具も整備されており、岡山市民の憩いの場所でもある。
公園がある山は、東照宮（現在、玉井宮東照宮）を維持管理する社僧寺利光院があったこともあり権現山とも呼ばれていた。また、公園の周辺は神社仏閣が立ち並ぶ宗教施設が密集していた地域である。